# Wereldkampioenschappen wielrennen 2001
De wereldkampioenschappen wielrennen 2001 werden gehouden in Lissabon, Portugal van 9 oktober tot en met 14 oktober. Óscar Freire werd de winnaar bij de wegrit van de mannen.

## Uitslagen

### Mannen elite

#### Weg
| pos.   | renner          | land     |
| ------ | --------------- | -------- |
| Goud   | Óscar Freire    | Spanje   |
| Zilver | Paolo Bettini   | Italië   |
| Brons  | Andrej Hauptman | Slovenië |

#### Tijdrit
| pos.   | renner          | land                |
| ------ | --------------- | ------------------- |
| Goud   | Jan Ullrich     | Duitsland           |
| Zilver | David Millar    | Verenigd Koninkrijk |
| Brons  | Santiago Botero | Colombia            |

### Mannen beloften

#### Weg
| pos.   | renner               | land     |
| ------ | -------------------- | -------- |
| Goud   | Jaroslav Popovytsj   | Oekraïne |
| Zilver | Giampaolo Caruso     | Italië   |
| Brons  | Roeslan Hrysjtsjenko | Oekraïne |

#### Tijdrit
| pos.   | renner         | land             |
| ------ | -------------- | ---------------- |
| Goud   | Danny Pate     | Verenigde Staten |
| Zilver | Sebastian Lang | Duitsland        |
| Brons  | James Perry    | Zuid-Afrika      |

### Vrouwen

#### Weg
| pos.   | renner                 | land      |
| ------ | ---------------------- | --------- |
| Goud   | Rasa Polikevičiūtė     | Litouwen  |
| Zilver | Edita Pučinskaitė      | Litouwen  |
| Brons  | Jeannie Longo-Ciprelli | Frankrijk |

#### Tijdrit
| pos.   | renner                 | land        |
| ------ | ---------------------- | ----------- |
| Goud   | Jeannie Longo-Ciprelli | Frankrijk   |
| Zilver | Nicole Brändli         | Zwitserland |
| Brons  | Teodora Ruano          | Spanje      |

## Medaillespiegel
| Plaats | Land                | Goud | Zilver | Brons | Totaal |
| 1      | Oekraïne            | 2    | 1      | 1     | 4      |
| 2      | Verenigd Koninkrijk | 2    | 1      | 0     | 3      |
| 3      | Litouwen            | 1    | 1      | 1     | 3      |
| 4      | Duitsland           | 1    | 1      | 0     | 2      |
| 5      | Frankrijk           | 1    | 0      | 2     | 3      |
| 6      | Spanje              | 1    | 0      | 1     | 2      |
| 7      | België              | 1    | 0      | 0     | 1      |
| 7      | Verenigde Staten    | 1    | 0      | 0     | 1      |
| 9      | Nederland           | 0    | 2      | 1     | 3      |
| 10     | Italië              | 0    | 2      | 0     | 2      |
| 11     | Rusland             | 0    | 1      | 0     | 1      |
| 11     | Zwitserland         | 0    | 1      | 0     | 1      |
| 13     | Colombia            | 0    | 0      | 1     | 1      |
| 13     | Slovenië            | 0    | 0      | 1     | 1      |
| 13     | Zuid-Afrika         | 0    | 0      | 1     | 1      |
| 13     | Zweden              | 0    | 0      | 1     | 1      |
| Totaal | Totaal              | 10   | 10     | 10    | 30     |